# Sheila Chelangat
Sheila Chelangat (ur. 11 kwietnia 1998) – kenijska lekkoatletka specjalizująca się w biegach długich.
W 2015 sięgnęła po srebro na afrykańskim czempionacie juniorów młodszych. Brązowa medalistka mistrzostw świata juniorów młodszych w Cali (2015). W tym samym roku zdobyła jeszcze złoto igrzysk Wspólnoty Narodów młodzieży. W 2016 zajęła 6. miejsce w biegu na 3000 metrów podczas mistrzostw świata U20 w Bydgoszczy. Srebrna medalistka mistrzostw świata w biegach przełajowych w drużynie juniorek (2017).
Medalistka mistrzostw Kenii.

## Osiągnięcia indywidualne
| Rok  | Impreza                                   | Miejsce   | Konkurencja           | Lokata      | Wynik    |
| ---- | ----------------------------------------- | --------- | --------------------- | ----------- | -------- |
| 2015 | Mistrzostwa Afryki juniorów młodszych     | Réduit    | bieg na 3000 metrów   | 2. miejsce  | 9:11,38  |
| 2015 | Mistrzostwa świata juniorów młodszych     | Cali      | bieg na 3000 metrów   | 3. miejsce  | 9:04,54  |
| 2015 | Igrzyska Wspólnoty Narodów młodzieży      | Apia      | bieg na 3000 metrów   | 1. miejsce  | 9:10,12  |
| 2016 | Mistrzostwa świata juniorów               | Bydgoszcz | bieg na 3000 metrów   | 6. miejsce  | 8:59,89  |
| 2017 | Mistrzostwa świata w biegach przełajowych | Kampala   | bieg juniorek         | 4. miejsce  | 19:12    |
| 2021 | Igrzyska olimpijskie                      | Tokio     | bieg na 10 000 metrów | 16. miejsce | 31:48,23 |

## Rekordy życiowe
- bieg na 1500 metrów – 4:09,91 (2017)
- bieg na 3000 metrów – 8:55,19 (2018)
- bieg na 5000 metrów – 14:40,51 (2020)
- bieg na 10 000 metrów – 31:10,27 (2021)